# Agra (India)
Agra (in hindi आगरा, in urdu آگرا, ISO 15919 Āgrā) è una suddivisione dell'India, classificata come municipal corporation, di 2 261 561 abitanti (al 2021), capoluogo del distretto di Agra e della divisione di Agra, nella parte occidentale dello stato federato dell'Uttar Pradesh. Sorge sulle rive del fiume Yamuna a 256 km di distanza (due ore e mezzo circa di treno) da Nuova Delhi. In base al numero di abitanti la città rientra nella classe I (da 100 000 persone in su).
In passato fu la residenza degli imperatori moghul, che hanno lasciato alla città diverse opere architettoniche di prestigio come il Taj Mahal.

## Geografia fisica
La città è situata a 27° 10' 60 N e 78° 1' 0 E e ha un'altitudine di 160 m s.l.m.

## Storia

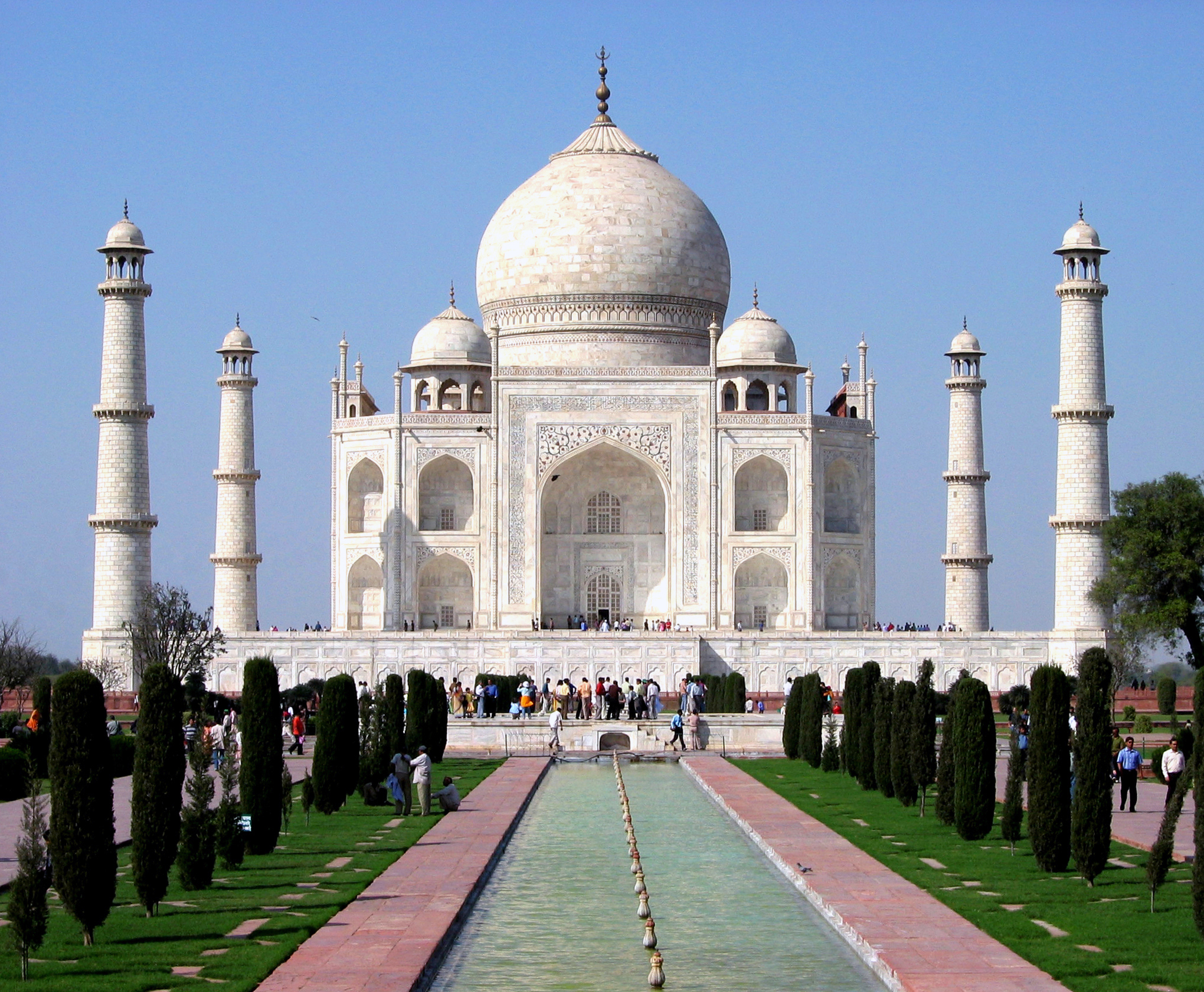
Il Taj Mahal.

Sebbene si sappia molto poco dell'antica Agra, si può tranquillamente affermare che la sua fondazione sia avvenuta molto prima delle invasioni musulmane dell'India. Il poeta Mas'ud-e Sa'd-e Salman menziona per la prima volta Agra in una qaṣīda dedicata al principe ghaznavide Mas'ud III di Ghazna, in cui si fa riferimento a un'antica fortezza della città conquistata durante il suo regno (1099-1115).
Gli allora capi rajput della città si sottomisero al Sultanato di Delhi, ma continuarono a controllarla sotto il comando generale del governatore della provincia di Bayana. Il sultano Sikandar Lodi la fece ricostruire e la rese sede del suo governo, da cui poteva sorvegliare le rotte per Gwalior e Malwa a sud, Rajputana a ovest, Delhi e il Punjab a nordovest e la pianura del Gange a est. Agra acquisì presto una grande importanza strategica e culturale, poiché iniziò ad attrarre numerosi intellettuali del mondo islamico.
Agra continuò a essere capitale sia sotto Ibrāhīm Lodī, sia sotto Babur. Quest'ultimo promosse la costruzione di numerosi giardini e terme e così fece il resto della nobiltà dell'epoca, e una parte considerevole della città vecchia fu livellata. Humayun, Sher Shah Suri e i loro successori non vi trascorsero molto tempo, sino a che la città non tornò a essere nuovamente capitale durante il terzo anno di regno di Akbar, che si insediò nell'allora cittadella di Badar Gadh, sulla quale poi si sarebbe costruito il Forte rosso di Agra. Prima che il forte venisse completato, Akbar si trasferì presso la nuova città di Fatehpur Sikri, dove vi risiedette sino al 1598. Il suo successore Jahangir venne incoronato ad Agra e vi risiedette per alcuni anni sino al 1618 e ancora dal 1631 al 1633.
Nel XVII secolo la corte non visse a lungo ad Agra, tuttavia la città continuò a essere considerata una delle capitali dell'Impero Moghul. Fu molto importante per il commercio e per l'industria tessile, per gli intarsi in oro, per la lavorazione della pietra, del marmo e del cristallo. Il declino di queste attività arrivò con il definitivo spostamento della corte dei successori di Aurangzeb a Delhi, che lasciarono la città in preda alle devastazioni delle tribù degli jat, dei maratti e dei rohilla.
Durante l'Impero anglo-indiano Agra divenne il capoluogo delle Province nord-occidentali. In occasione dei moti indiani del 1857 circa 6.000 persone britanniche e indiane furono assediate nel forte dai ribelli.
Nel Novecento Agra divenne un'importante città industriale e crocevia di linee ferroviarie e strade, il ché ha contribuito ad alimentarne l'inquinamento.

## Monumenti e luoghi d'interesse
Agra è meta di visita da parte di milioni di turisti provenienti da tutto il mondo che vi si recano per ammirare le rovine della fortezza di arenaria rossa costruita dagli imperatori mughal e, soprattutto, per compiere un pellegrinaggio al Taj Mahal, il mausoleo edificato dall'Imperatore Shāh Jahān in devota memoria della moglie scomparsa Mumtaz Mahal, conosciuto in tutto il mondo con il nome di derivazione persiana La corona del palazzo o del posto (in persiano ﺗﺎﺝ ﻣﺤﻞ‎). Nel 1983 il Taj Mahal è stato dichiarato Patrimonio dell'umanità da parte dell'UNESCO e fa parte delle Nuove sette meraviglie del mondo.
Agra è inoltre sede dell'omonima arcidiocesi, una delle più antiche arcidiocesi cattoliche dell'India: lo storico cappuccino Pellegrino da Forlì riferisce che fu affidata ai confratelli del suo ordine fin dal 1703.

## Società

### Sviluppo demografico
Al censimento del 2001 la popolazione di Agra assommava a 1 259 979 persone, delle quali 674 902 maschi e 585 077 femmine. I bambini di età inferiore o uguale ai sei anni assommavano a 135 447, dei quali 75 295 maschi e 60 152 femmine. Infine, coloro che erano in grado di saper almeno leggere e scrivere erano 823 449, dei quali 511 828 maschi e 311 621 femmine.
Il censimento del 2005 aveva registrato una popolazione di 1.309.000 abitanti, che comprendeva anche una considerevole minoranza di musulmani.

## Cultura

### Istruzione
L'Università di Agra venne fondata nel 1927. A essa sono affiliati diversi college sparsi per la città.